# Amr ibn Kulsum
Amr ibn Kulsum, arab. عمرو بن كلثوم, (VI w.) – poeta arabski okresu dżahilijji i wódz plemienia Taghlibitów.
Należał do szczepu Dżuszam, będącego częścią plemienia Taghlibitów, które koczowało w Mezopotamii i Syrii. W wieku 15 lat miał zostać jego wodzem, uchodził bowiem za niezwykle walecznego i dzielnego wojownika. Amr ibn Kulsum jest autorem kasydy, która przez późniejszych arabskich filologów została zaliczona do mu'allak, czyli najwyżej cenionych staroarabskich kasyd (z reguły wyróżniano siedem mu'allak, chociaż niekiedy przyjmowano także, że jest ich dziewięć lub dziesięć). Swoją mu'allakę Amr ibn Kulsum poświęcił walce Taghlibitów z Bakrytami. Według legendy poeta wygłosił ją podczas spotkania z Al-Harisem – wodzem Bakrytów, na dworze Amra Ibn Hinda – króla Lachmidów, który miał pogodzić zwaśnione plemiona. Al-Haris także wygłosił swoją kasydę (później również zaliczoną do mu'allak), odwołującą się do licznych zasług Bakrytów wobec króla i jego dynastii. Po wysłuchaniu obu kasyd Amr Ibn Hind przyznał rację Bakrytom. Porywczy Amr ibn Kulsum nie zaakceptował wyroku króla Lachmidów i zaczął go traktować jak największego wroga, by ostatecznie go zabić.